# Parafia św. Jadwigi Śląskiej w Zalesiu Śląskim
Parafia św. Jadwigi Śląskiej w Zalesiu Śląskim – parafia rzymskokatolicka, znajdująca się w Zalesiu Śląskim, w diecezji opolskiej, w dekanacie Leśnica.

## Historia
Pierwszy zapis o działalności parafii znajduje się w dokumencie z 1223 r., w którym mowa o składaniu dziesięciny na rzecz klasztoru w Czarnowąsach. Kościół prawdopodobnie powstał w XIV w., w XVII w. przebudowany, a w latach 1812–15 rozbudowany.